# Lady Yakuza : La Règle du jeu
Série Lady Yakuza
Lady Yakuza : La Pivoine rouge
(1968) Lady Yakuza : Le Jeu des fleurs
(1969)
Pour plus de détails, voir Fiche technique et Distribution.
Lady Yakuza : La Règle du jeu (緋牡丹博徒 一宿一飯, Hibotan bakuto: Isshuku ippan) est un film japonais de Norifumi Suzuki sorti en 1968. C'est le 2e des huit films qui composent la série Lady Yakuza (緋牡丹博徒, Hibotan bakuto).

## Synopsis
Oryū, en voyage initiatique en vue de reformer le clan Yano, est hébergée par Eisuke Togasaki dans la ville de Tomioka. Le clan Togasaki vit du commerce de la soie grège, en bonne entente avec les paysans qui la produisent. Mais de mauvaises conditions climatiques pour les vers à soie ont poussé ces derniers dans les griffes d'usuriers cupides et sans scrupules. Ils n'ont plus les moyens de rembourser leurs dettes et réclament l'aide du clan Togasaki. Eisuke Togasaki est bien décidé à agir contre ces usuriers mais il décide auparavant d'éloigner Oryū en lui demandant de porter une lettre de sa part à Torakichi Kumasaka.
Alors qu'elle séjourne au sein du clan Kumasaka, Oryū apprend par le journal qu'Eisuke Togasaki a été tué par la police. Elle décide de retourner à Tomioka pour comprendre ce qu'il s'est passé.

## Fiche technique
- Titre français : Lady Yakuza : La Règle du jeu[1]
- Titre original : (緋牡丹博徒 一宿一飯 (Hibotan bakuto: Isshuku ippan?)
- Réalisation : Norifumi Suzuki
- Scénario : Tatsuo Nogami (ja) et Norifumi Suzuki
- Photographie : Osamu Furuya (ja)
- Musique : Takeo Watanabe
- Décors : Akira Ishihara
- Montage : Kōzō Horiike
- Producteur : Gorō Kusakabe et Kōji Shundō
- Sociétés de production : Tōei
- Pays de production :  Japon
- Langue originale : japonais
- Format : couleur — 2,35:1 — son mono
- Genre : drame ; yakuza eiga
- Durée : 95 minutes (métrage : huit bobines - 2 603 m[2])
- Date de sortie :
  - Japon : 22 novembre 1968[2]

## Distribution
- Junko Fuji : Ryuko Yano / Oryū
- Kōji Tsuruta : Shutaro Kazama
- Bunta Sugawara : Shiraishi
- Bin Amatsu (ja) : Yaichiro Kasamatsu
- Michitarō Mizushima (ja) : Eisuke Togasaki
- Yuki Jōno (ja) : Machi Togasaki, la fille aînée d'Eisuke
- Ken'ichirō Imura : Taichi Togasaki, le jeune fils d'Eisuke
- Kunio Murai (ja) : Yukichi Kikuchi
- Tomisaburō Wakayama : Torakichi Kumasaka / Kumatora
- Mineko Maruhira : Okiyo Kumasaka, la sœur de Torakichi
- Kyōsuke Machida (ja) : Fujimatsu
- Mari Shiraki (ja) : Oren
- Kō Nishimura : le compagnon d'Oren
- Tatsuo Endō (ja) : Gisuke Kuramochi, l'usurier
- Ryōichi Tamagawa (ja) : Roku, un joueur
- Shingo Yamashiro (ja) : Shichi, un joueur

## Les films de la sérieLady Yakuza
La série comprend huit films qui appartiennent au genre ninkyo eiga (ou  « films de chevalerie ») une branche du film de yakuza qui relate l'affrontement mortel entre ceux qui s'efforcent de suivre le code moral des yakuzas et ceux qui le dévoient en transformant leur clan en organisations criminelles sans foi ni loi.
Les films de la série :
- 1968 : Lady Yakuza : La Pivoine rouge (緋牡丹博徒, Hibotan bakuto?) de Kōsaku Yamashita
- 1968 : Lady Yakuza : La Règle du jeu (緋牡丹博徒 一宿一飯, Hibotan bakuto: Isshuku ippan?) de Norifumi Suzuki
- 1969 : Lady Yakuza : Le Jeu des fleurs (緋牡丹博徒 花札勝負, Hibotan bakuto: Hanafuda shōbu?) de Tai Katō
- 1969 : Lady Yakuza : L'Héritière (緋牡丹博徒 二代目襲名, Hibotan bakuto: Nidaime shūmei?) de Shigehiro Ozawa
- 1969 : Lady Yakuza : Chronique des joueurs (緋牡丹博徒 鉄火場列伝, Hibotan bakuto: Tekkaba retsuden?) de Kōsaku Yamashita
- 1970 : Lady Yakuza : Le Retour d'Oryū (緋牡丹博徒 お竜参上, Hibotan bakuto: Oryū sanjō?) de Tai Katō
- 1971 : Lady Yakuza : Prépare-toi à mourir ! (緋牡丹博徒 お命戴きます, Hibotan bakuto: Oinochi itadaki masu?) de Tai Katō
- 1972 : Lady Yakuza : Le Code yakuza (緋牡丹博徒 仁義通します, Hibotan bakuto: Jingi tōshi masu?) de Buichi Saitō